# Johannes Fabritius

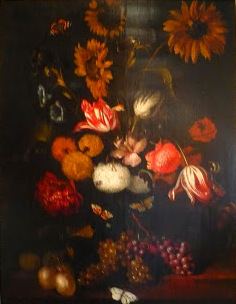
Csendélet virágcsokorból és gyümölcsökből

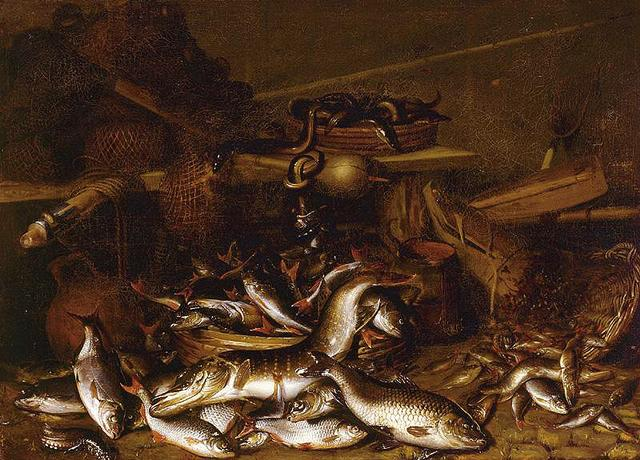
Angolnás, halas csendélet

Johannes Fabritius (Middenbeemster, 1636. november 30. — Amszterdam, 1709. február 12.) észak-hollandiai csendélet-festő a holland aranykorban.

## Életútja
Festőcsaládban született, testvérei is festők voltak, Carel Fabritius és Barent Fabritius. Johannes F. aktív korszakát Horn városában töltötte. A 17. századi holland polgári kultúrában a festett képek közül főleg a portrékat, az életképeket, a tájképeket igényelték a polgárok, de a csendéletekre is nagy kereslet volt, szívesen függesztették falaikra az étkekről vagy a pompás terített asztalokról, virágcsokrokról, gyümölcsökről stb. készített csendéleteket. Ebbe az áramlatba, a csendélet műfajába dolgozta bele magát Johannes Fabritius vásárlóinak -, s nem mellékesen a műkereskedők örömére. A 17. században már élénken kereskedtek a holland piacon a műkereskedők, akik igen szerették, ha a festők szakosodtak, s akkor műfaj szerint árulhatták portékáikat.